# Opakování přenosu
Opakování přenosu je v počítačových sítích opakované vysílání rámce, paketu nebo segmentu dat, který se nepodařilo odeslat nebo přenést. Opakování přenosu je základním prostředkem pro zajištění spolehlivé komunikace v počítačových sítích a zpravidla je základem nějakého algoritmu zpětné vazby s automatickým opakováním. Opakování přenosu se provádí po příjmu negativního potvrzení nebo po uplynutí časové prodlevy, sítích CSMA/CD již při zaregistrování kolize při vysílání.